# Río Juzmeana
El río Juzmeana es un pequeño curso fluvial del municipio de Los Tojos (centro-sur de Cantabria, España) que junto al arroyo Valneria constituye un coto de pesca. Ambos desembocan en el río Argonza o Argoza, que a su vez es uno de los principales afluentes del río Saja.
- Datos: Q6115290